# Histoire des Étrusques
L'Histoire des Étrusques, depuis la redécouverte de ce peuple au XVe siècle, n'a pas cessé d'alimenter des controverses dont l'une des plus importantes est sans conteste la problématique d'origines discutées depuis l'Antiquité.
L'histoire des Étrusques marque aussi l'Italie en ce sens qu'elle constitue la première puissance organisée que celle-ci connaît sur son territoire. Les sources primaires dont nous disposons sont très pauvres, essentiellement archéologiques, les textes étrusques étant peu nombreux et encore mal compris, même si des progrès doivent être notés.
La phase d'ascension des Étrusques dure jusqu'à la fin de la monarchie à Rome, qui en marque un brutal coup d'arrêt. La croissance de l'hégémonie de Rome a été de pair avec le déclin, même si le déclin a aussi été le fait des attaques d'autres puissances.

## Origines
La datation est indiquée avant l'ère commune (AEC), « avant Jésus-Christ ».

### Une origine très discutée
3 thèses antiques :
- Hypothèse orientale : Hérodote[2]. XIIIe siècle av. J.-C., Arrivée légendaire des Lydiens en Étrurie, sous la conduite de Tyrrhenus. Thèse parfois acceptée par les chercheurs actuels au vu des ressemblances avec certains éléments orientaux.
- Hellanicos de Lesbos, origine en Grèce, les Pélasges.
- Denys d'Halicarnasse, origine autochtone.

## Formation
- origine autochtone d'abord soulignée par Denys d'Halicarnasse. Massino Pallotino, intégration, acculturation à la fin du IIe millénaire av. J.-C. Thèse qui n'est pas satisfaisante pour régler la question de l'originalité linguistique[3].
- IXe au VIIIe siècle av. J.-C., civilisation villanovienne
- VIIe siècle av. J.-C., Période orientalisante étrusque

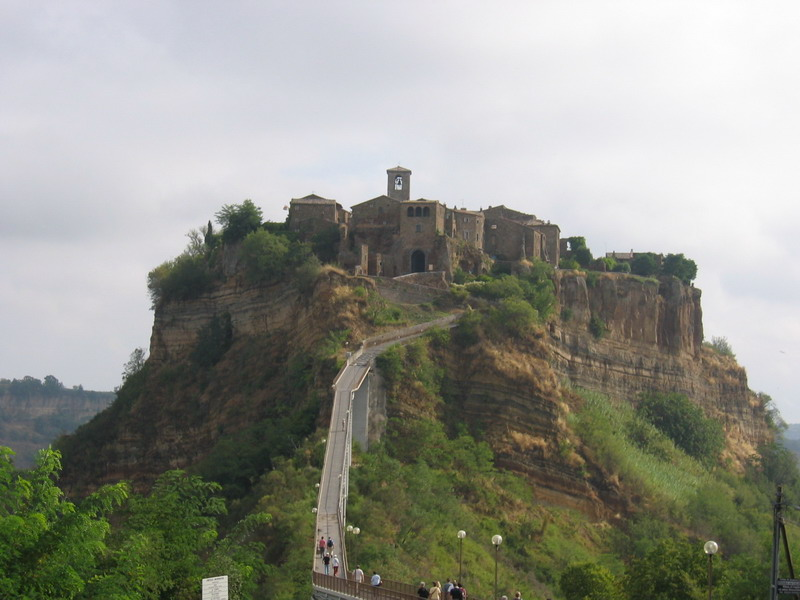
Bagnoregio
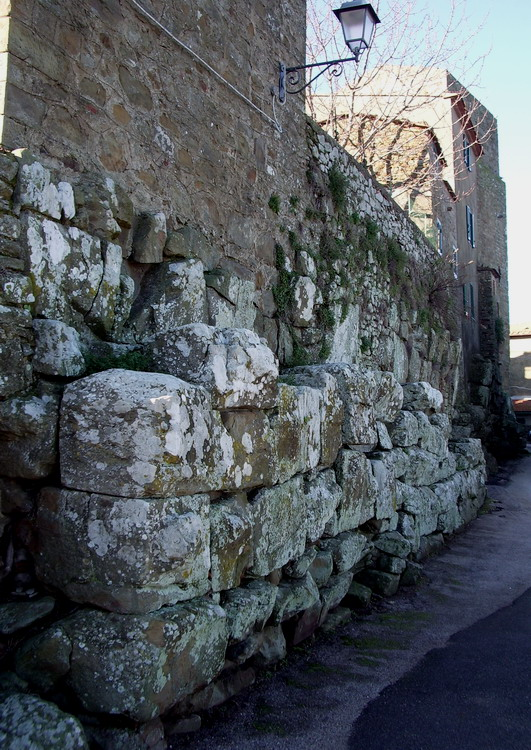
Mur cyclopéen, Vetulonia
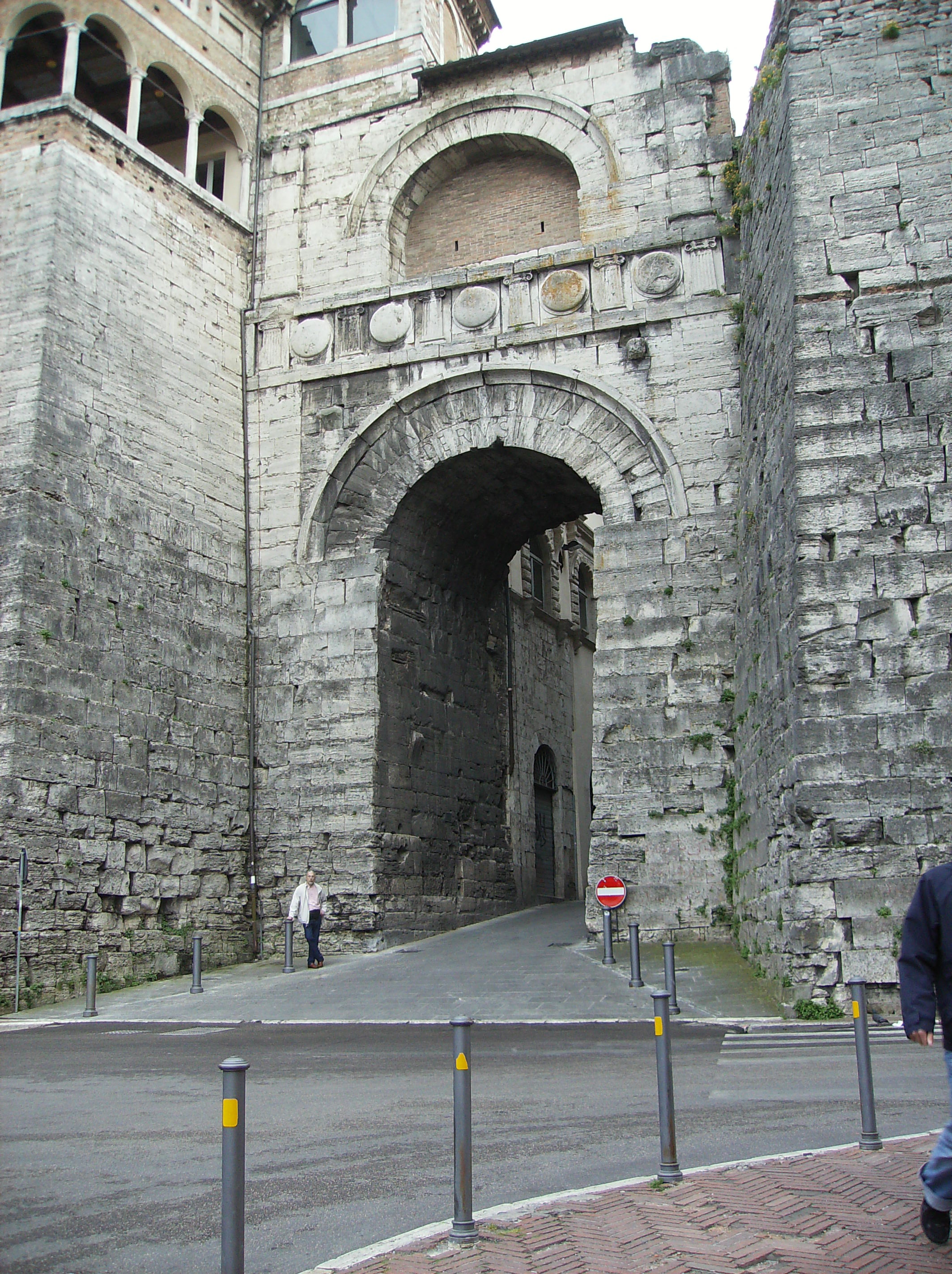
Arc étrusque, Pérouges
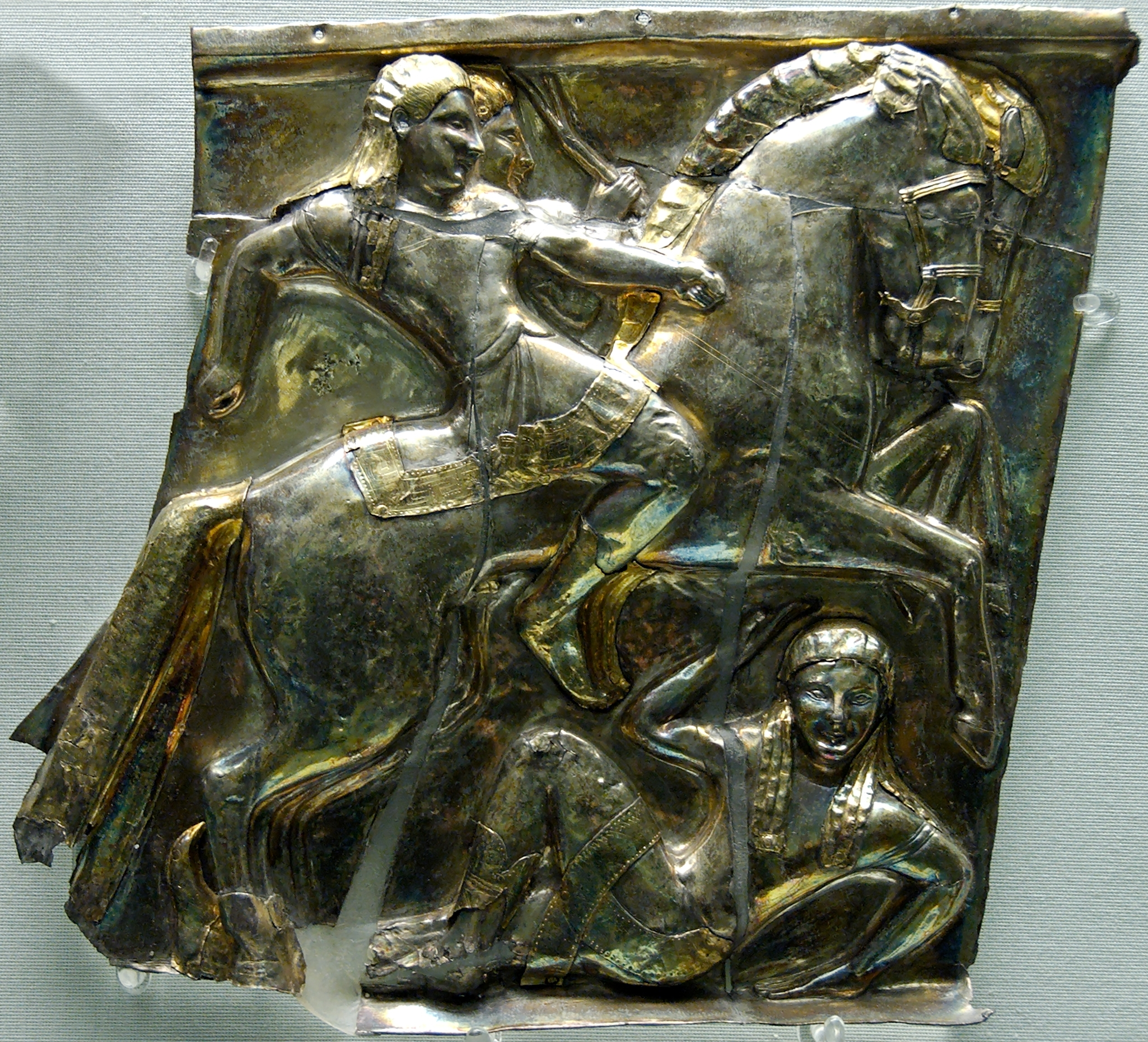
Cavalier étrusque
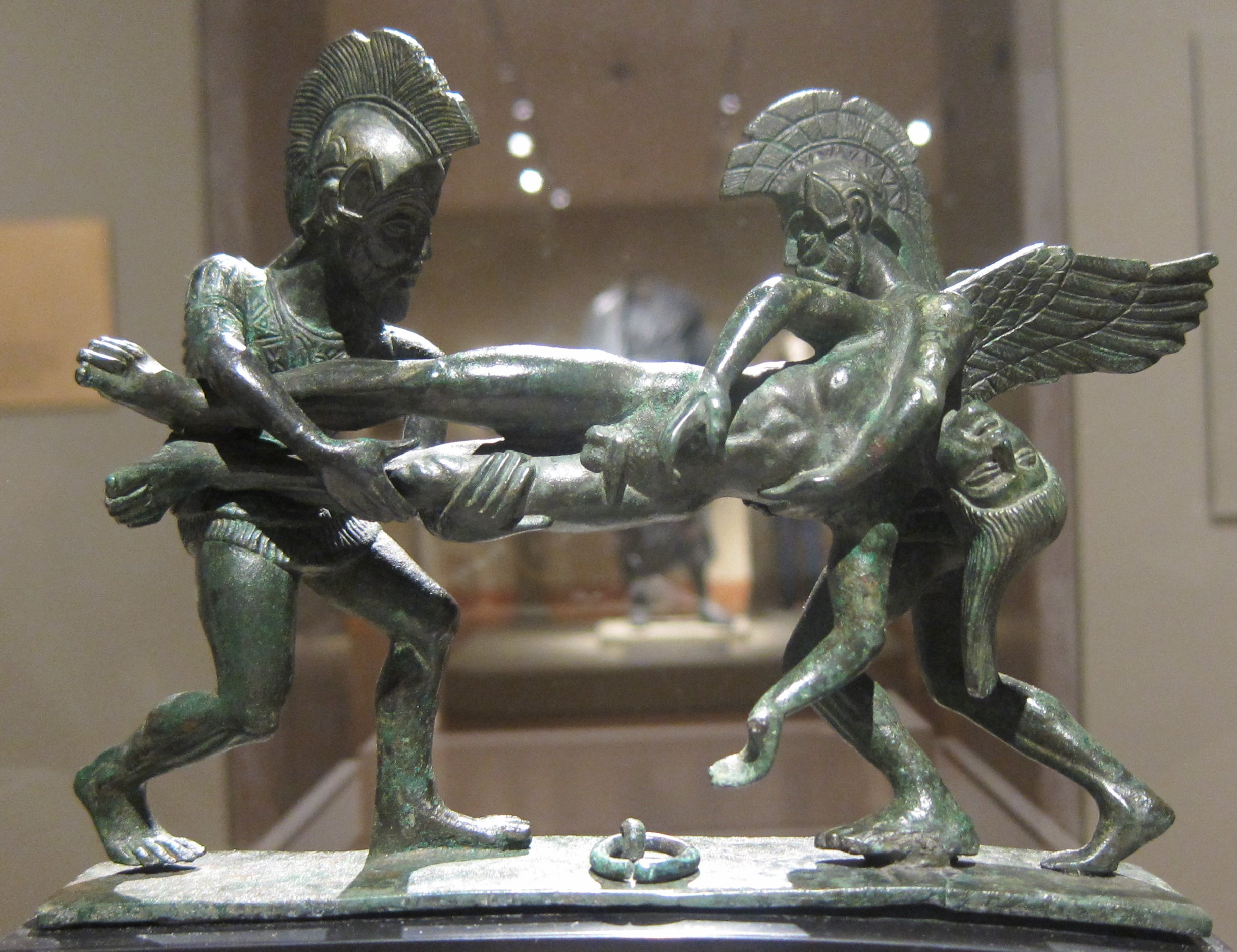
Statue en bronze de deux soldats avec casques à crête et armures, en train de se disputer un corps 400-380 av. J.-C.

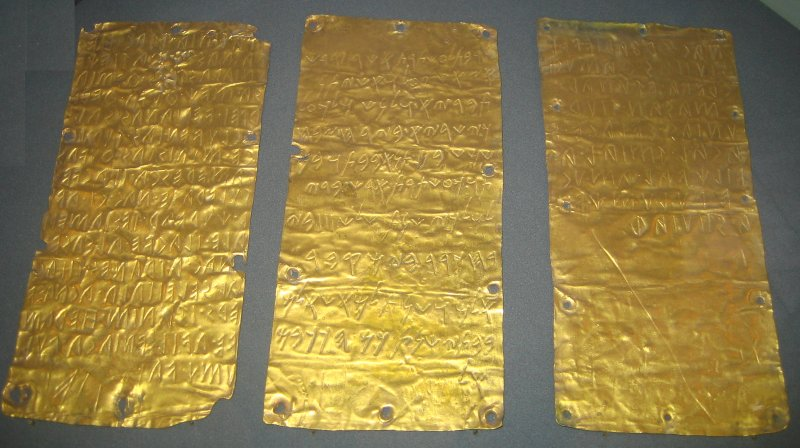
Lamelles de Pyrgi
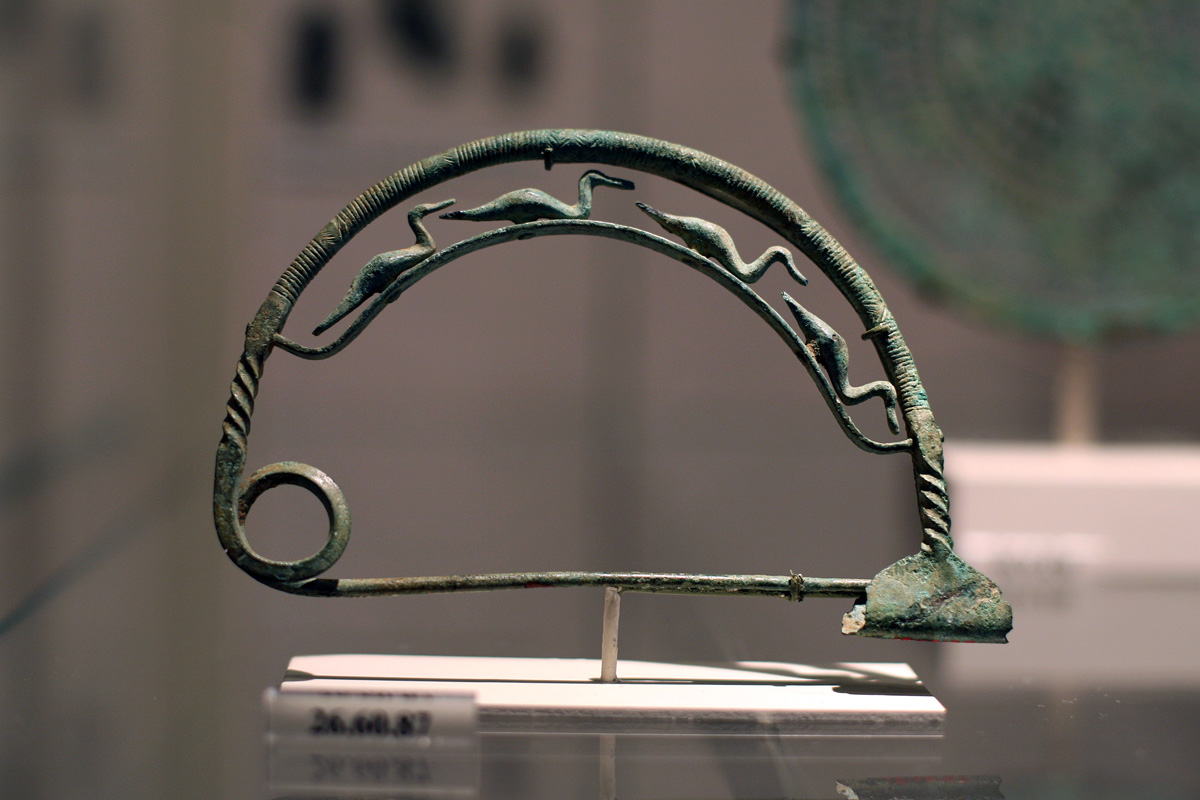
Fibule étrusque du VIIe siècle av. J.-C.
Faisceau de licteur
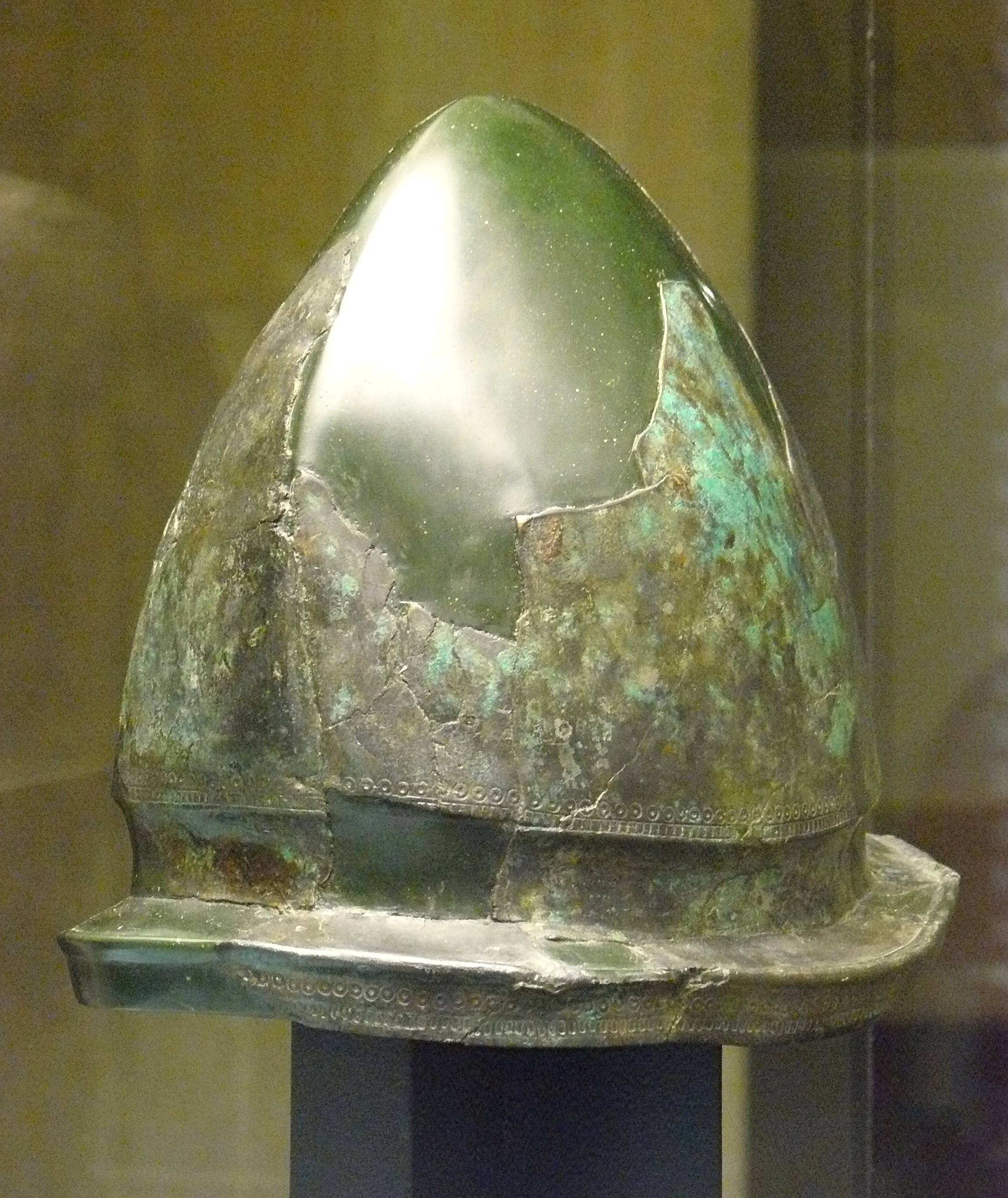
Casque de type Negau, culture de Golasecca vers 450 av. J.-C.
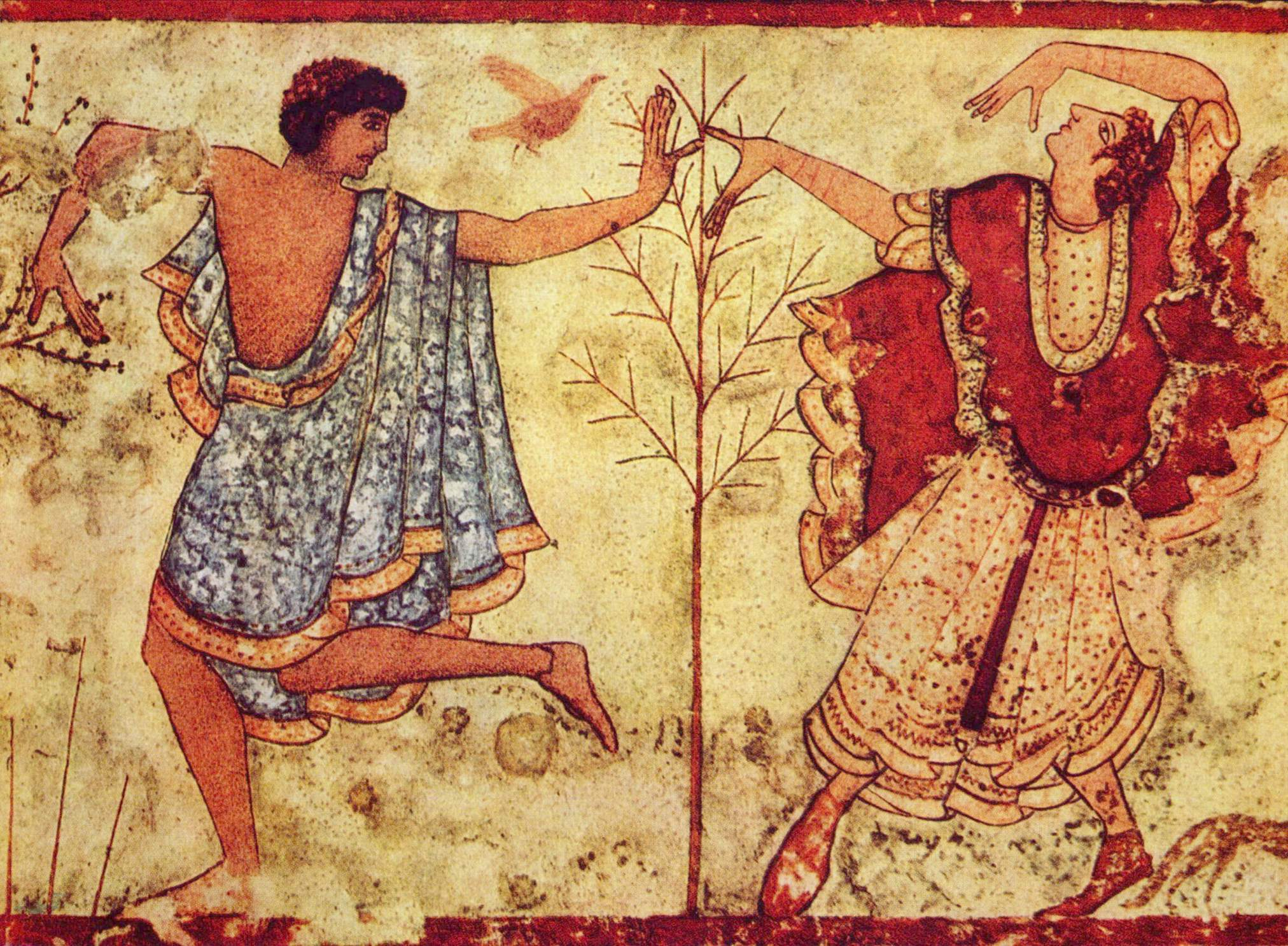
Danse sur une fresque d'une tombe de Monterozzi

## Apogée

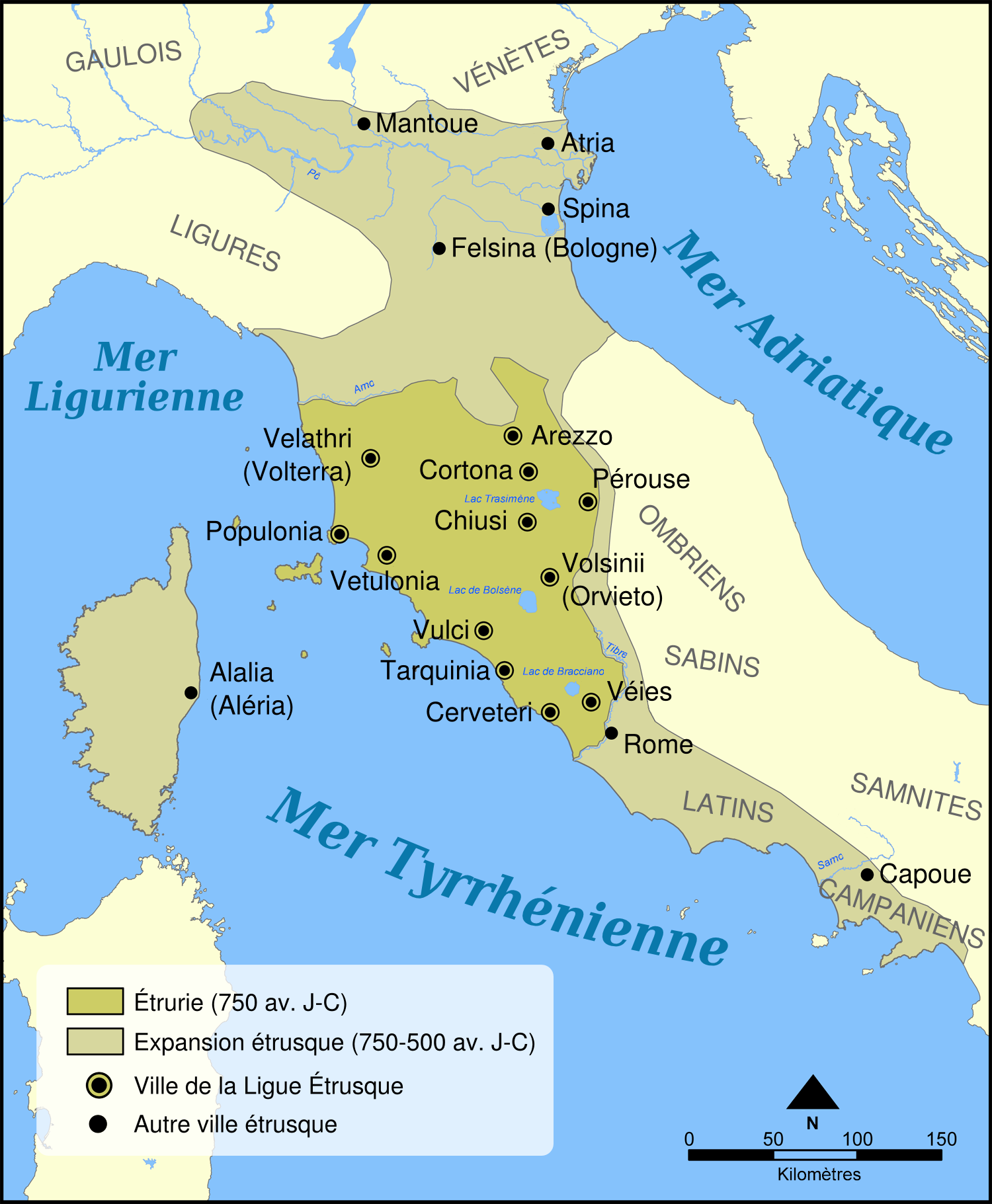
Étrurie vers -750 et expansion territoriale

### LeVIIesiècle
- 616-578 : règne légendaire de Tarquin l'Ancien sur Rome
- 578-534 : règne légendaire de Servius Tullius

### L'alliance avec Carthage
- 535 : bataille d'Alalia, avec l'aide des Carthaginois contre les Grecs de Massalia.

## Déclin et chute

### Faiblesses structurelles
La ligue étrusque était composée de douze cités-États (une dodécapole) confédérées, formant une nation (nomen Tuscum): Véies, Caeré, Tarquinia, Vulci, Volsinii novi, Clusium, Pérouse, Cortone, Arretium, Volaterrae, Vetulonia, Rusellae.
À chaque cité correspondait des centres plus petits, des bourgs et des villages. Chacune de ces cités fut d'abord dirigée par un roi issu de l'aristocratie. Cependant, il existait d'autres magistrats : le vocable zilath par exemple, apparaît à plusieurs reprises dans l'épigraphie et était relatif à une magistrature.
Au sein des cités étrusques, des structures familiales très hiérarchisées engendrent des tensions entre les clans et entre catégories sociales différentes comme l'attestent des fresques tombales.
Une partie de l'armée n'était pas issue du peuple car des familles très riches comme les Vibenna formèrent leur propre troupe (les boucliers arborent le même signe) et de ce fait apparut une professionnalisation d'une partie de l'armée dont l'autorité échappa au Lucumon. Ils se comportaient comme des mercenaires et usaient de leur influence.
Les principales cités se comportaient comme des concurrentes et n'étaient pas solidaires entre elles. 

« N'allez pas penser que cette ligue de douze villes étrusques impliquait une solidarité entre elles. Chaque cité était son propre royaume. Et c'est cet esprit individualiste qui a fait chuter les Étrusques devant Rome. »

— Jean-Paul Thuillier, le Sourire des Étrusques
Cette désunion empêcha les étrusques d'opposer une résistance sérieuse à l'organisation politique et militaire de Rome. Ainsi par exemple aucune cité n'intervint pour aider Fidènes et Véies contre Rome et les cités étrusques furent finalement vaincues les unes après les autres.

### De multiples conflits
Le déclin étrusque débute au Ve siècle av. J.-C.
Selon la tradition, Rome fut la première à se libérer de la domination étrusque en chassant les Tarquins vers 509 ; puis les Latins dans leur ensemble s'en libérèrent avec l'aide d'Aristodemos Malakos (Aristodème de Cumes) à la bataille d'Aricie en 506. Les établissements étrusques restèrent ainsi isolées en Campanie, s'affaiblirent après la défaite navale de Cumes en 474, et furent définitivement perdues en 423 lors de la conquête de Capoue par les Samnites.
Au nord, l'invasion gauloise détruisit les cités étrusques de la plaine du Pô au début du Ve siècle av. J.-C. En 396, Rome conquit Véies, étendant ainsi son influence sur toute l'Étrurie méridionale.
Durant plus de deux siècles, à l'initiative tantôt de l'une tantôt de l'autre de leurs cités, les Étrusques luttèrent contre l'expansion romaine. Mais en -295, bien que coalisés avec la population d'Ombrie, les Gaulois cisalpins et les Samnites, ils furent vaincus à la bataille de Sentinum : en quelques décennies ils furent totalement assujettis à Rome et inclus, par des traités spécifiques, parmi les « alliés » de la péninsule italienne, jusqu'à ce que la citoyenneté romaine leur soit accordée lors de la guerre sociale de 90-88.
La civilisation étrusque a duré dix siècles conformément à leur croyance qui la limitait sur terre à dix âges.

### Conquête de l'Étrurie par Rome
- 509-506 : expulsion des Tarquins de Rome, guerre entre le roi Porsenna des Clusium et Rome, défaite de Porsenna sur Aristodème de Cumes à Aricie.
- 477 : la gens romaine des Fabiens est massacrée par les Véiens
- 474 : la défaite de Cumes face à Syracuse
- 428 : guerre entre Rome et Véies dont le roi Lars Tolumnus est tué.
- 415 : alliance avec Athènes contre Syracuse.
- 396 : Véies est prise par les Romains.
- 384 : sac de Pyrgi par Denys l'Ancien
- 357-354 : Rome attaque les Étrusques, siège de Sutri.
- 310 : les Étrusques s'associent aux Samnites contre Rome.
- 311 : prise d'Arretium, capitale étrusque.
- 302 : Victoire de Rome sur les Étrusques de Roselle.
- 295 : défaite de Sentinum face aux Romains
- 284 : bataille d'Arretium, les Sénons battent les Romains.
- 280 : prise de Vulci par les Romains
- 273 : fondation de la colonie de Cosa près de Vulci
- 265-264 : Prise et destruction de Volsinies par les Romains.
- 241 : prise et destruction de Faléries.

## De la dépendance à la mort de la civilisation étrusque
- 205 : l'Étrurie fournit un soutien logistique à l'armée romaine au cours de la deuxième guerre punique
- 196 : révolte d'esclaves
- 186 : répression du culte de Fufluns
- 183 : fondation de Saturnia
- 181 : fondation de Gravisca
- 90-88 : guerre sociale
- 82 : Sylla confisque une partie du territoire de Clusium, Arretium, Fiesole et Volterra pour y installer des colonies de légionnaires vétérans.
- 42 : Pérouse qui abrite des partisans de Marc Antoine est détruite par Octave